# Regione di Aqtöbe
La regione di Aqtöbe (kazako, Aqtöbe Oblysy; russo, Aktjubinskaja Oblast' ) è una regione del Kazakistan, situata nella sua parte centro-occidentale. Confina a nord con l'oblast' russo di Orenburg, ad ovest con le regioni kazake del Kazakistan Occidentale, di Atyrau e di Mangghystau, ad est con le regioni di Qostanay, Qaraǧandy e Qyzylorda. A sud condivide circa 200 km di frontiera con l'Uzbekistan.

## Geografia fisica
Il territorio della regione, molto vasto (con circa 300 000 km² è il secondo per superficie della nazione) è interessato a nord dalle ultime propaggini degli Urali meridionali (monti Mugodžary) e, a nordest, dall'altopiano del Turgaj; procedendo verso sud ci si inoltra in un bassopiano semidesertico che arriva a toccare, all'estremità meridionale, il lago d'Aral. Interessano il territorio della regione i bacini idrografici dei fiumi Emba, Uil e Irgiz.
La vegetazione del tutto prevalente nel territorio è la steppa, più ricca a settentrione, lungo il confine con la Russia, più arida e xerofila a meridione dove si estendono i bassopiani semidesertici del Bassopiano Turanico.

## Popolazione
Come tutto il Kazakistan occidentale, il popolamento è molto scarso: la densità media è di appena 2 abitanti/km², meno di un terzo della già bassissima media nazionale; unica città di rilievo è il capoluogo Aqtöbe, che raccoglie quasi il 40% della popolazione totale.

## Distretti
La regione è suddivisa in 12 distretti (audan) e una città autonoma (qalasy): Aqtöbe.
I distretti sono:
- Alǧa
- Äjteke Bi
- Bajǧanin
- Hromtau
- Martök
- Mūǧalzhar
- Ojyl
- Qarǧaly
- Qobda
- Šalqar
- Temir
- Yrǧyz

## Note

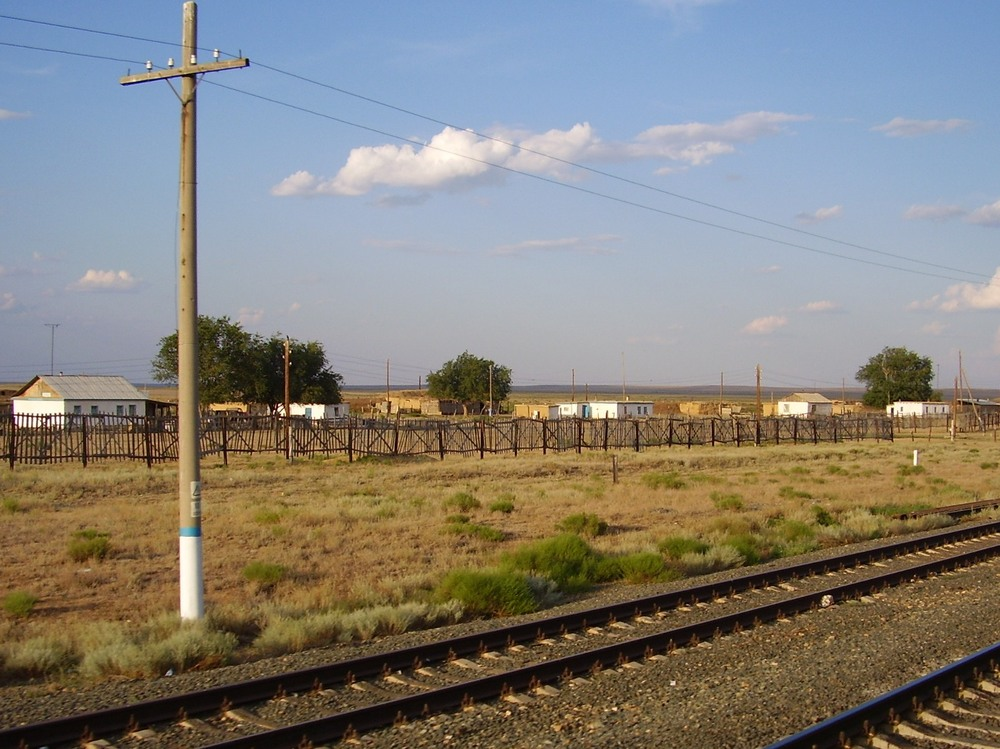
Paesaggio nel sudest della regione